# Zamboanga del Sur
Zamboanga del Sur is een provincie van de Filipijnen in het noordwesten van de eilandengroep Mindanao op het Zamboanga-schiereiland. De provincie maakt deel uit van regio IX (Zamboanga Peninsula). De hoofdstad van de provincie is Pagadian City. Bij de census van 2015 telde de provincie ruim 1 miljoen inwoners.

## Geografie

### Bestuurlijke indeling
Zamboanga del Sur bestaat uit 1 stad en 27 gemeenten.

#### Stad
- Pagadian City

#### Gemeenten
| - Aurora - Bayog - Dimataling - Dinas - Dumalinao - Dumingag - Guipos - Josefina - Kumalarang - Labangan - Lakewood - Lapuyan - Mahayag - Margosatubig | - Midsalip - Molave - Pitogo - Ramon Magsaysay - San Miguel - San Pablo - Sominot - Tabina - Tambulig - Tigbao - Tukuran - Vincenzo A. Sagun |

Deze stad en gemeenten zijn weer verder onderverdeeld in 779 barangays.

## Demografie
Zamboanga del Norte had bij de census van 2015 een inwoneraantal van 1.011.393 mensen. Dit waren 53.396 mensen (5,6%) meer dan bij de vorige census van 2010. Ten opzichte van de census van 2000 was het aantal inwoners gegroeid met 188.263 mensen (22,9%). De gemiddelde jaarlijkse groei in die periode kwam daarmee uit op 1,04%, hetgeen lager was dan het landelijk jaarlijks gemiddelde over deze periode (1,72%).

De bevolkingsdichtheid van Zamboanga del Norte was ten tijde van de laatste census, met 1.011.393 inwoners op 7301 km², 138,5 mensen per km².

## Economie
Zamboanga del Sur is een relatief arme provincie. Uit cijfers van de National Statistical Coordination Board (NSCB) uit het jaar 2003 blijkt dat 38,8% (10.310 mensen) onder de armoedegrens leefde. In het jaar 2000 was dit 41,4%. Daarmee staat Zamboanga del Sur 46e op de lijst van provincies met de meeste mensen onder de armoedegrens. Van alle 79 provincies staat Zamboanga del Sur bovendien 18de op de lijst van provincies met de ergste armoede.